# Elousa albicans
Elousa albicans là một loài bướm đêm trong họ Erebidae.